# Hinteregger Alm
Die Hinteregger Alm ist eine weite Alm in der Gemeinde Liezen im österreichischen Bundesland Steiermark. Die Alm liegt auf einer Geländestufe nördlich von Liezen, am Fuße des Hochangern-Gebirgsstocks, am südlichen Ende des Toten Gebirges, in einer Seehöhe von etwa 1150 m ü. A. m bis 1350 m ü. A.. Seit 1964 ist das Almgebiet über eine Straße erreichbar.

## Nutzung
Die Hinteregger Alm ist eine Nieder- und Rodungsalm. Die Alm hat eine Fläche von 184 Hektar, davon sind etwa 10 Hektar Wald, der Rest ist reine Weidefläche. Die Alm ist im Gemeinschaftsbesitz einer Almgenossenschaft. 1949 kauften die Almbauern die Hinteregger Alm von der Stadtgemeinde Liezen. Die Almfläche ist in 229 Anteile aufgeteilt, welche sich 23 Mitglieder in verschieden großer Anteilanzahl aufteilen. Von den 23 Almmitgliedern haben nur 4 keine Almgebäude. In den angrenzenden Gebieten der Waldgenossenschaft Liezen besitzt die Almgenossenschaft das Almnutzholz- und Servitutsweiderecht, sodass den jährlich etwa 220 Stück Weidevieh eine Weidefläche von etwa 450 Hektar zur Verfügung steht. Um ein Ausbrechen des Weideviehs zu verhindern, müssen diese 450 ha Weide alljährlich mit einem Stacheldrahtzaun umzäunt werden. Die Gesamtzaunlänge beträgt rund 6 km. Die Kinkhütte und die Schlagerbauern Hütte werden als Jausenstation geführt.

## Die Angeralm
Als Hochalm der Hinteregger Alm diente die heute verfallene Angeralm. Diese liegt nördlich des Angerkogels auf 1900 m ü. A.. Auf der Angeralm befinden sich 10 Hüttenreste. Aufgesammelte Keramik konnte bis auf das Spätmittelalter datiert werden. Im Jahr 1885 wurden das letzte Mal Kühe und 1896 oder 1897 das letzte Mal Jungvieh auf die Angereralm getrieben. Schafe, welche vorher nur die schlecht zugänglichen Gebiete beweideten und unter größten Schwierigkeiten von den besseren Weideflächen der Rinder ferngehalten werden mussten, konnten ab diesem Zeitpunkt nun auch die Weideflächen der Angereralm mitbeweiden. Damals wurden bis zu 500 Schafe aufgetrieben. Heute sind es nur mehr etwa 40 Stück.